# DS-P1-Yu Nº 70
O DS-P1-Yu Nº 70 foi um satélite artificial soviético lançado ao espaço no dia 11 de julho de 1974 através de um foguete Kosmos a partir do Cosmódromo de Plesetsk. O satélite foi perdido após o primeiro estágio do foguete lançador sofrer uma falha aos 84 segundos do lançamento.

## Objetivo
O DS-P1-Yu Nº 70 foi o septuagésimo membro da série de satélites DS-P1-Yu. Sua missão era realizar testes de sistemas antissatélites e antimíssil soviéticos.